# Resul Tapmaz
Resul Tapmaz (Gent, 4 december 1977) is een Belgisch politicus van Turkse origine die actief was voor de sp.a. 

## Levensloop
Tapmaz is de zoon van een Turks gastarbeider die uit Emirdag naar Gent emigreerde, en de zoon van een middenstander die een van de eerste Turkse restaurants in Gent uitbaatte. Tapmaz zelf was eigenaar van twee restaurants bij het Patershol. Hij is getrouwd en heeft drie dochters.
In 1998 werd Tapmaz lid van de sp.a. Bij de gemeenteraadsverkiezingen van 2006 stond hij op de 25ste plaats van de kieslijst; hij werd rechtstreeks verkozen tot raadslid. Op 7 september 2009 werd Tapmaz door de Gentse gemeenteraad verkozen tot schepen van Personeelsbeleid, Informatica, Administratieve Vereenvoudiging & Kwaliteitszorg. Hij volgde in deze functie Fatma Pehlivan op, die verkozen werd tot lid van het Vlaams Parlement.
In 2011 cumuleerde hij negen mandaten, waarvan zes bezoldigde.
Tijdens de lokale verkiezingen van 2012 stond hij op de 9de plaats op de gemeenteraadslijst voor sp.a-Groen. Hij werd rechtstreeks verkozen met 4252 voorkeurstemmen. Sinds 2013 is hij schepen van Welzijn, Gelijke Kansen, Gezondheid en Sport.
Resul Tapmaz is sinds 2012 voorzitter van de KAA Gent Foundation, de communitywerking van KAA Gent. Tijdens zijn voorzitterschap werd de publiek-private samenwerking drie maal bekroond met de Pro League+ Gold Trofee, de prijs voor de beste communitywerking van de Jupiler Pro League.
Als voorzitter stond Tapmaz in 2014 mee aan de wieg van Inburgering en Integratie Gent vzw (IN-Gent vzw). Dit agentschap voert het Vlaamse en stedelijke inburgerings- en integratiebeleid uit.
Op 18 oktober 2017 werd Resul Tapmaz verkozen tot vice-president van ECCAR, de Europese stedencoalitie tegen racisme en discriminatie.
Bij de verkiezingen van 2018 werd hij herkozen als Gents gemeenteraadslid, maar hij besloot niet te gaan zetelen.
Op vrijdag 21 december 2018 zou Tapmaz vluchtmisdrijf gepleegd hebben na het aanrijden van een fietser in de Gentse Burggravenlaan. Daarbij zou de betrokken fietser zwaargewond geraakt zijn. De politie wist aan de hand van getuigen Tapmaz te identificeren. Tijdens zijn verhoor door de politie zou Tapmaz verklaard hebben dat hij niet gemerkt had dat hij iemand had aangereden. Het parket van Oost-Vlaanderen wou naar aanleiding van het gebeurde enkel laten weten dat het een onderzoek naar vluchtmisdrijf lastens Tapmaz had geopend.

## Gelijke kansen
Tapmaz ontpopte zich tot een voortrekker in Vlaanderen op gebied van gelijke kansen en maakte van discriminatiebestrijding een speerpunt.
In 2016 lanceerde Tapmaz, als eerste lokale bestuurder in Europa, structurele praktijktesten om discriminatie op de huurwoningmarkt te bestrijden. Eind 2017 bleek de discriminatiegraad – ten opzichte van een nulmeting uit 2015 – gedaald van 26 % naar 14 % voor personen met een migratieachtergrond en van 21 % naar 15 % voor personen met een handicap. In 2018 besliste Tapmaz ook discriminatie tegen holebi’s in te bedden in de praktijktesten.
De praktijktesten maken deel uit van een ruimer antidiscriminatieplan, met 58 maatregelen voor meer gelijke kansen. Het antidiscriminatieplan van Tapmaz is politiek omtreden omdat er naast informeren en sensibiliseren ook werk wordt gemaakt van controle-instrumenten om discriminatie te bestrijden. 
Als onderdeel van een integraal regenboogbeleid organiseerde Tapmaz in 2017 een Transgenderbehoeftenanalyse, bedoeld om de dienstverlening van de stad beter af te stemmen op de noden en wensen van transgenders. Tapmaz zorgde ook voor een betere ondersteuning van Regenbooghuis Casa Rosa en introduceerde de erkenning en subsidiëring van LGBT+verenigingen met een sociaal-culturele werking. Met zichtbaarheidsacties als de Mars Ihsane Jarfi en de integratie van de regenboog in het stadsbeeld en vlaggenacties naar aanleiding van de Internationale Dag tegen Homofobie en Transfobie werkt Tapmaz aan positieve beeldvorming van holebi’s en transgenders. 
In oktober 2015 ontving Tapmaz de Dosta! Congress Prize, een waardering voor enerzijds de inzet van brugfiguren van Roma-origine in de Gentse scholen en anderzijds de inrichting van een containerklas op het doortrekkersterrein waar 15 à 20 kinderen onderwijs genieten.

## Elk Talent Telt
In 2015 introduceerden Tapmaz en de KAA Gent Foundation ‘Elk Talent Telt’, een samenwerkingsmodel tussen 15 Gentse voetbalclubs om zoveel mogelijk Gentse kinderen en jongeren de kans te geven om in zo goed mogelijke omstandigheden voetbal te spelen. Een intensieve en structurele samenwerking tussen traditieclubs KRC Gent, al vele jaren aan de top van het Belgische jeugdvoetbal, en KAA Gent vormt het sluitstuk van de Gentse jeugdvoetbalpiramide. Gent is de eerste stad die een dergelijke wisselwerking realiseert. De 15 partnerclubs ondertekenden een charter waarmee ze zich engageren voor kwaliteitsvol en geëngageerd jeugdvoetbal. De clubs ontvangen middelen om de sportieve en maatschappelijke werking van hun jeugdwerking verder te versterken.
Binnen het Elk Talent Telt-partnerschap wordt het voetbal ook verbreed. In zes Gentse buurten werden er meisjesvoetbalkernen opgericht, om meer meisjes de kans te geven om te voetballen. Onder de vlag van KAA Gent nemen een dames- en een herenteam van de ‘Gantoise Plantrekkers’ – bestaande uit daklozen, mensen uit thuislozenzorg, begeleid wonen, vluchtelingen, personen die afkicken van drugs- of alcoholverslaving – deel aan de Belgian Homeless Cup. Onder impuls van de KAA Gent Foundation werden er ook wandelvoetbalploegen opgestart.